# برد اسمیت (بازیکن فوتبال)
برد اسمیت (انگلیسی: Brad Smith؛ زادهٔ ۹ آوریل ۱۹۹۴) یک بازیکن فوتبال اهل استرالیا است. وی اکنون در پست مدافع چپ با شماره ۴۴ در باشگاه فوتبال لیورپول بازی می‌کند.
وی با وجود اینکه در تیم‌های پایه فوتبال انگلیس بازی کرده‌است اما سرانجام تصمیم گرفت که برای تیم ملی بزرگسالان کشور زادگاهش یعنی استرالیا بازی کند. وی در ۴ سپتامبر ۲۰۱۴ نخستین بازی‌اش را در یک بازی دوستانه برای تیم ملی فوتبال استرالیا در برابر تیم ملی فوتبال بلژیک انجام داد.